# Jacques Paugam
Pour les articles homonymes, voir Paugam.
Jacques Paugam (né le 10 mai 1944 à Quimper) est un écrivain et un journaliste français.
Il a mené simultanément une carrière d'animateur, de producteur et de journaliste à la radio, à la télévision et dans la presse écrite.

## Parcours professionnel

### À la radio
Jacques Paugam a produit et animé l'émission quotidienne Parti pris sur France Culture (1976 à 1978).
Il a animé sur France Inter, la tranche quotidienne de 7 h à 9 h Bonjour la France (1977 à 1978) et produit et animé l'émission quotidienne de 9 h à 11 h La vie qui va (1978-1979) avec Ève Ruggieri.

### À la télévision
Il a animé sur Antenne 2 Aujourd'hui magazine, La course autour du monde, Toujours sourire (1975-1977) ; sur TF1, Votre vérité (1980-1987), Images d'histoire (1984-1985).
Il a produit et animé, avec Jean d'Ormesson, Livres en fêtes (1978-1979).
Sur FR3, il a présenté le journal Soir 3 du vendredi au dimanche de 1987 à 1989.
Sur La Cinq, il a produit l'émission quotidienne Parlez moi d'amour en 1991.

### Presse écrite
Il a assuré pour le journal quotidien La Croix, une chronique politique hebdomadaire de dernière page (1983-1984) et des chroniques sur le théâtre de boulevard (2004-2006).
Il a par ailleurs tenu une page hebdomadaire de bloc-notes d'actualité politique dans le quotidien Les Échos (1983-1984).
En 1992, il rentre dans le groupe Bayard presse et édition, où il restera jusqu'en 2006 après avoir été conseiller du directoire pour l'audiovisuel et le multimédia (de 2000 à 2006).

### Sur le web
Jacques Paugam a lancé en novembre 2013 avec son fils, Gabriel Lecarpentier-Paugam, Culture-Tops, un site de chroniques couvrant l'ensemble de l'actualité culturelle (théâtre, one-man-shows, opéra, livres, expositions, etc.), à l'exception du cinéma. 
Les deux slogans de Culture-Tops : « Vous aider à choisir, plus vite » et « Un chat est un chat » (objectivité et refus de la complaisance).

## Publications
- L'Âge d'or du maurrassisme, Éditions Denoël, 1971, tiré de sa thèse de doctorat de droit, rééd. Éditions Pierre-Guillaume de Roux, 2018.
- La Contagion de Dieu, Albin Michel.
- Génération perdue, Robert Laffont. Préface de Pierre Viansson-Ponté. Entretiens avec dix grandes figures de Mai 1968 dix ans après.
- Votre vérité, Ed Fayard. Entretiens sur les croyances religieuses et philosophiques.
- Je n'ai peur de rien quand je suis sûr de toi, Gallimard. Entretiens avec Jacques de Bourbon Busset.
- Les Choses telles qu'elles sont, Stock. Entretiens avec Jean Dutourd.
- Délivrance, Éditions du Seuil. Entretiens avec Maurice Clavel et Philippe Sollers.
- Je t'aime, tu m'aimes, et alors? (roman, éditions Vérone, 2022)